# Tramelan-Dessous
Tramelan-Dessous est une localité de la commune de Tramelan, dans l'Arrondissement administratif du Jura bernois, dans le canton de Berne, en Suisse. Commune à part entière jusqu'en 1952, elle a ensuite fusionné avec Tramelan-Dessus pour former la commune actuelle de Tramelan. En 1950, Tramelan-Dessous comptait 1435 habitants.

## Histoire
Tramelan-Dessous, alors nommé Tramelan-le-Bas, est mentionné dans des documents remontant à 1334. En 1906, la commune bourgeoise, comprenant les citoyens ayant la bourgeoisie de la commune, est réunie à la commune municipale, qui comprend l'ensemble des habitants. Le 26 mars 1950, les citoyens de Tramelan-Dessous ont approuvé la fusion avec Tramelan-Dessus (302 oui contre 48 non). La fusion a été effective au 1er janvier 1952.